# Kawasaki Ninja H2
Die Kawasaki Ninja H2 ist ein Motorrad des japanischen Motorradherstellers Kawasaki, das seit 2015 angeboten wird.

## Geschichte und Technik
Kawasaki kündigte die Ninja H2 am 1. September 2014 an, und stellte die leistungsstärkere Version Ninja H2R auf der Intermot in Köln am 30. September 2014 vor. Der Vierzylindermotor der Ninja H2, baugleich mit dem Motor der Kawasaki Ninja ZX-10 R, wurde mit einem Kompressor leistungsgesteigert. Das Fahrwerk besteht aus einem Gitterrohrrahmen, einer 43-mm-Upside-down-Gabel am Vorderrad und einer Einarmschwinge am Hinterrad. Das Superbike rollt auf Reifen der Dimension 120/70 ZR17 (vorne) und 200/55 ZR17 (hinten). Die Ninja H2, die erstmals auf der EICMA 2014 in Mailand im November 2014 zu sehen war, wird zum Preis von 25.000 Euro angeboten.

## Ninja H2R
Die Kawasaki Ninja H2R, die ausschließlich für die Benutzung auf geschlossenen Rennstrecken gebaut wird, hat einen getunten Motor, der mit 228 kW (310 PS) Leistung bei 14.000/min und einem Schalldruckpegel von 120 dB/A nach 16 Betriebsstunden über 8.000/min eine Service-Inspektion benötigt. Freigegeben sind von Kawasaki nur die Reifen Bridgestone Racing Battlax V01F Soft (vorn) und Bridgestone Racing Battlax V01R Medium (hinten). Unterscheidungsmerkmal der H2R, die mit 50.000 Euro doppelt so viel kostet wie die H2, sind eine kleinere Auspuffanlage (Endschalldämpfer) sowie eine modifizierte Verkleidung.
Am 30. Juni 2016 erreichte der mehrfache Supersport-Weltmeister Kenan Sofuoğlu auf der Osman-Gazi-Brücke in der Türkei auf einer H2R eine Geschwindigkeit von über 400 km/h. Dies stellte die bis dato höchste jemals gemessene Geschwindigkeit eines Motorrades auf Asphalt dar.

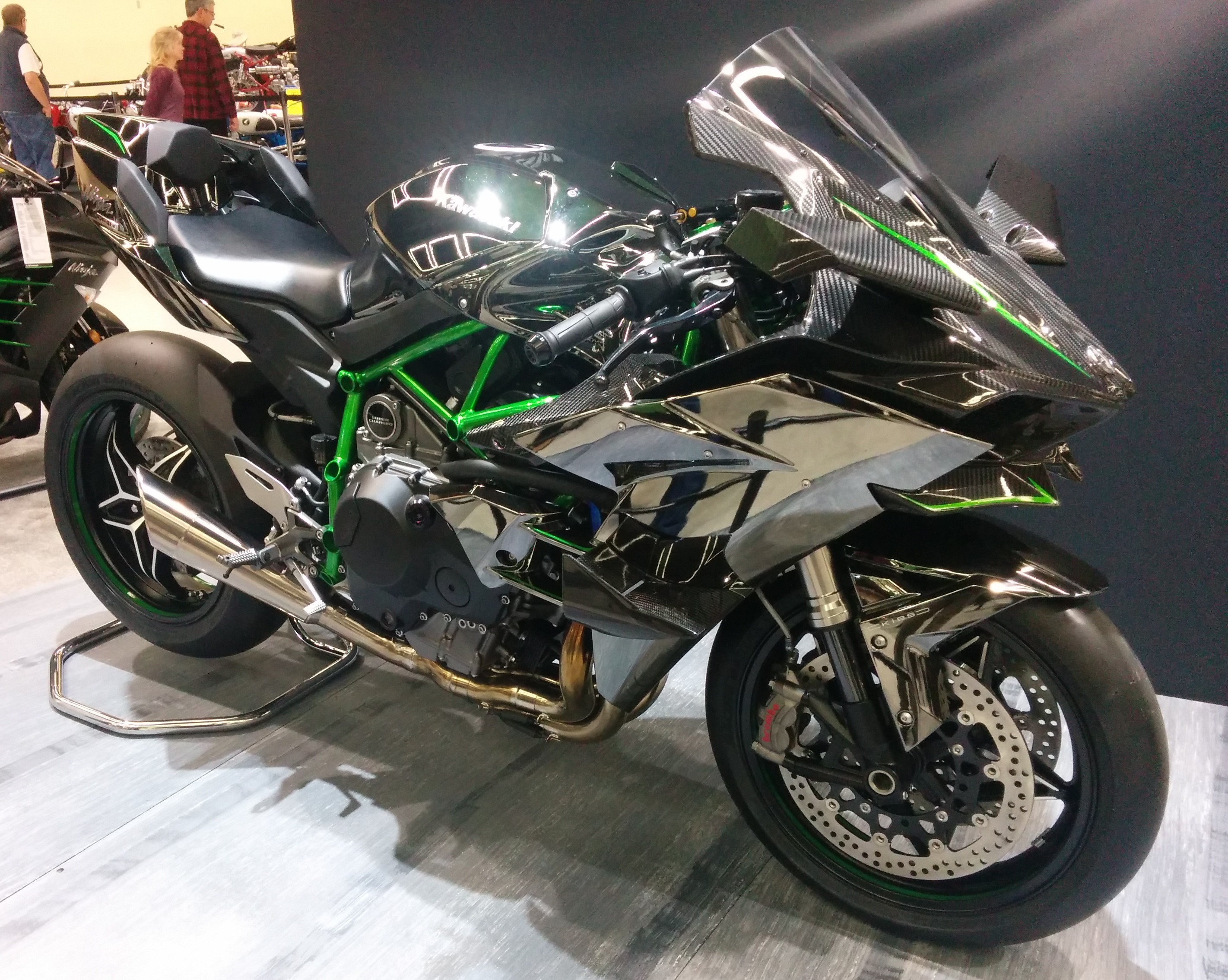
Ninja H2R
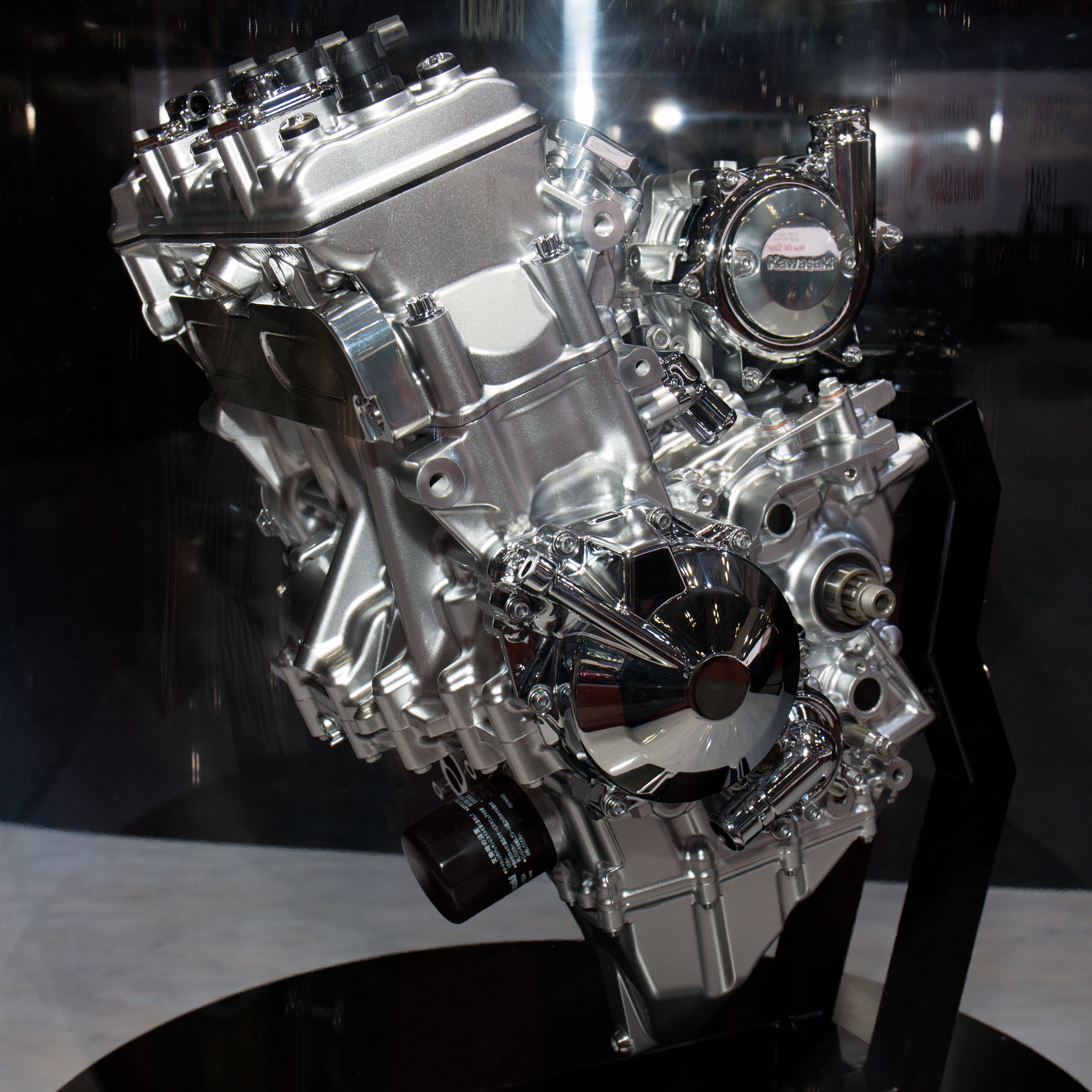
Motor der H2